# Parteiführer des Senats der Vereinigten Staaten

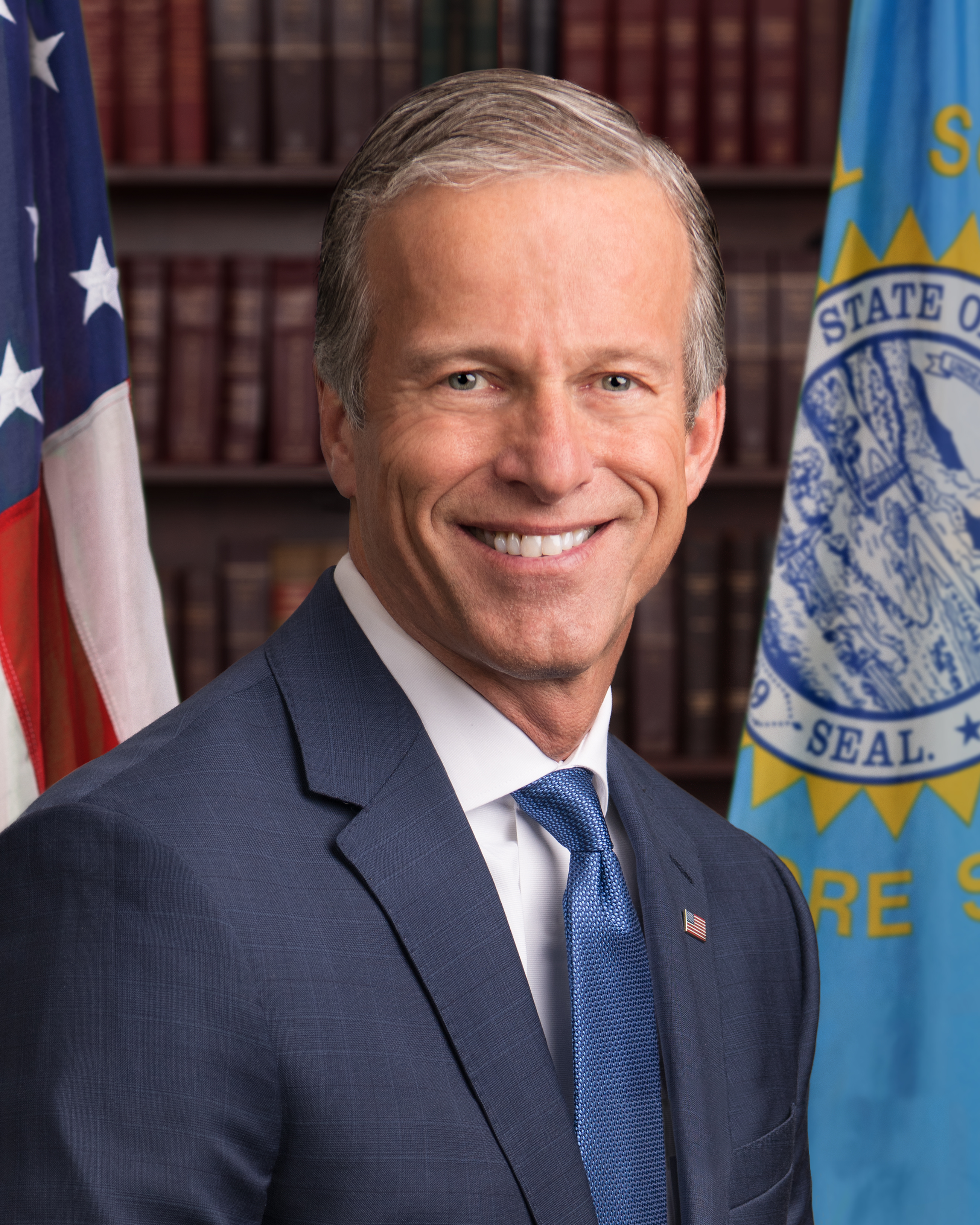
John Thune (R), der derzeitige Mehrheitsführer

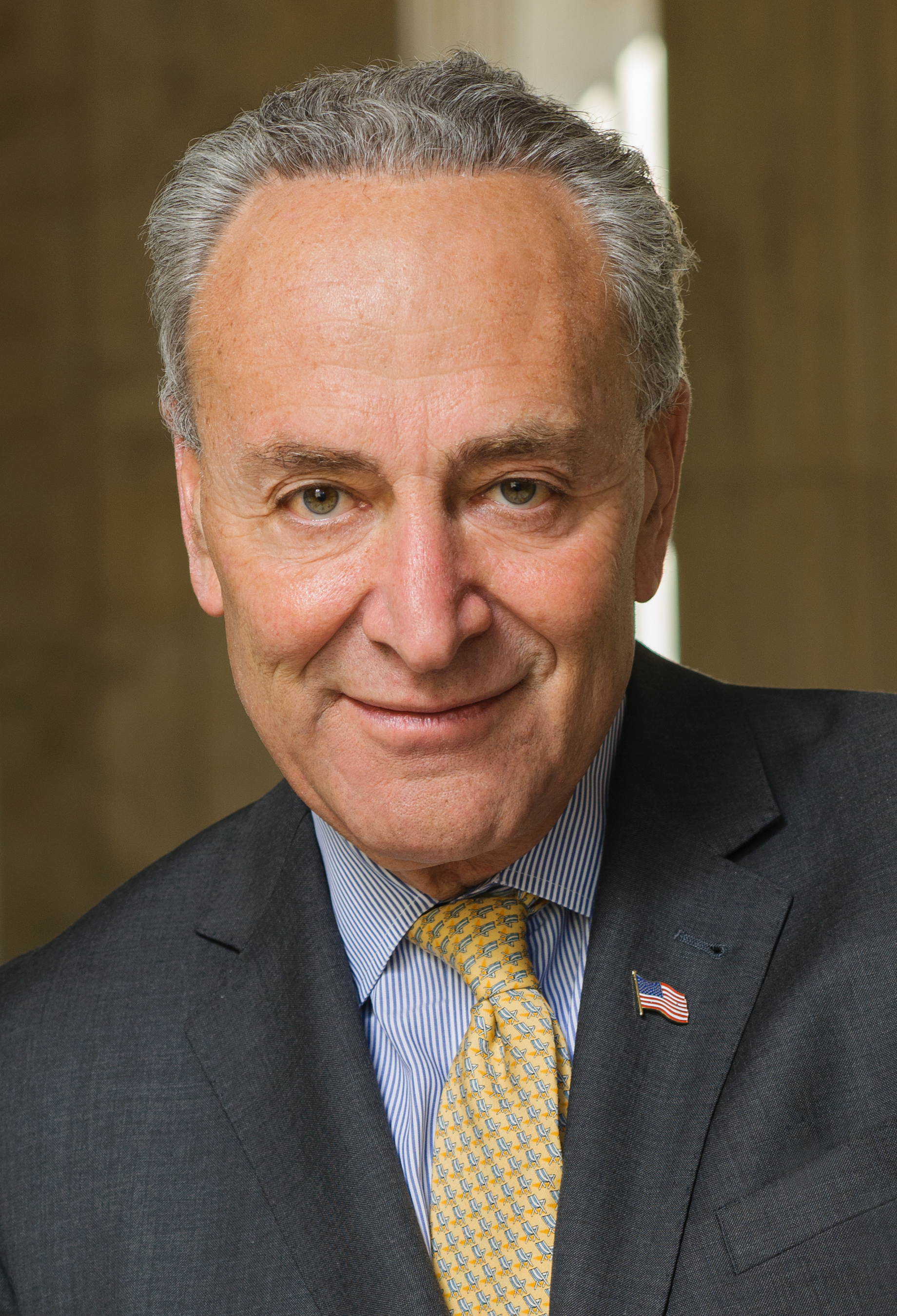
Chuck Schumer (D, der derzeitige Minderheitsführer)

Der Senate Majority Leader und der Senate Minority Leader sind Senatoren im Senat der Vereinigten Staaten und die beiden Sprecher der Mehrheits- bzw. Minderheitsfraktionen im Senat der Vereinigten Staaten. In dieser Funktion sind sie die Parteiführer des Senats der Vereinigten Staaten von Amerika, auch Floor Leaders of the Senate genannt.
Die Position und Rechte der Parteiführer sind nicht in der Verfassung definiert, sondern haben sich über die Zeit herausgebildet. Die Demokraten wählten 1920, die Republikaner 1925 ihren jeweils ersten Sprecher im Senat. Der jeweilige Fraktionsführer im Senat hat sich zu einem der Hauptvertreter seiner Partei entwickelt.
Der Assistant Majority Leader und der Assistant Minority Leader sind die nach dem Majority Leader bzw. Minority Leader ranghöchsten Mitglieder der jeweiligen Partei im Senat. Gemeinhin sind diese auch als Majority Whip und Minority Whip bekannt. Ihre primäre Aufgabe ist es, für die Parteien bei wichtigen Anliegen und Gesetzentwürfen möglichst viele Stimmen zu sammeln. Sollte bei einer Sitzung im Senat kein Floor Leader anwesend sein, übernimmt der Whip diese Rolle.

## Aufgaben und Wahl
Die im Senat vertretenen Fraktionen wählen bei einer Sitzung zu Beginn der Legislaturperiode jeweils ihre Parteiführer. Der Führer der größeren Fraktion ist automatisch der Mehrheitsführer, der der kleineren der Minderheitsführer. Haben beide Parteien gleich viele Sitze, ist die Mehrheitspartei die, der der Vizepräsident der Vereinigten Staaten angehört, da dieser bei Abstimmungen, die mit Stimmengleichheit enden, die Entscheidung trifft. Die Parteiführer dienen als primäre Sprecher der jeweiligen Partei im Senat; sie leiten die legislative und exekutive Arbeit der Parteien und besprechen den Kalender des Senats. Hierbei hat der Mehrheitsführer das letzte Wort.
Im parlamentarischen Geschehen gibt der Sitzungspräsident dem Mehrheitsführer zuerst das Wort, sollten mehrere Senatoren zu sprechen wünschen, danach dem Minderheitsführer.

## Mehrheitsführer
| Mehrheitsführer                                    | Bild                     | Amtszeit                             | Assistierender Mehrheitsführer                          | Bild                               | Amtszeit                             | Partei |
| -------------------------------------------------- | ------------------------ | ------------------------------------ | ------------------------------------------------------- | ---------------------------------- | ------------------------------------ | ------ |
| keiner                                             | keiner                   | keiner                               | James Hamilton Lewis                                    |                                    | 28. Mai 1913 bis 3. März 1919        | D      |
| Henry Cabot Lodge (inoffiziell)                    |                          | 17. August 1918 bis 9. November 1924 | Charles Curtis                                          |                                    | 4. März 1919 bis 28. November 1924   | R      |
| Charles Curtis (bis 4. März 1925 geschäftsführend) |                          | 28. November 1924 bis 4. März 1929   | Wesley Livsey Jones (bis 4. März 1925 geschäftsführend) |                                    | 9. November 1924 bis 4. März 1929    | R      |
| James Eli Watson                                   |                          | 4. März 1929 bis 3. März 1933        | Simeon Davison Fess                                     |                                    | 4. März 1929 bis 3. Januar 1933      | R      |
| Joseph Taylor Robinson                             |                          | 4. März 1933 bis 14. Juli 1934       | James Hamilton Lewis                                    |                                    | 4. März 1933 bis 9. April 1939       | D      |
| Alben William Barkley                              |                          | 14. Juli 1934 bis 3. Januar 1947     | James Hamilton Lewis                                    |                                    | 4. März 1933 bis 9. April 1939       | D      |
| Alben William Barkley                              |                          | 14. Juli 1934 bis 3. Januar 1947     | James Hamilton Lewis                                    |                                    | 4. März 1933 bis 9. April 1939       |        |
| Alben William Barkley                              | Sherman Minton           | 14. Juli 1934 bis 3. Januar 1947     |                                                         | 22. Juli 1937 bis 3. Januar 1941   | D                                    |        |
| Alben William Barkley                              | Joseph Lister Hill       | 14. Juli 1934 bis 3. Januar 1947     |                                                         | 3. Januar 1941 bis 3. Januar 1947  | D                                    |        |
| Wallace Humphrey White Jr.                         |                          | 3. Januar 1947 bis 3. Januar 1949    | Kenneth Spicer Wherry                                   |                                    | 3. Januar 1947 bis 3. Januar 1949    | R      |
| Scott Wike Lucas                                   |                          | 3. Januar 1949 bis 3. Januar 1951    | Francis John Myers                                      |                                    | 3. Januar 1949 bis 3. Januar 1951    | D      |
| Ernest William McFarland                           |                          | 3. Januar 1951 bis 3. Januar 1953    | Lyndon Baines Johnson                                   |                                    | 3. Januar 1951 bis 3. Januar 1953    | D      |
| Robert Alphonso Taft Sr.                           |                          | 3. Januar 1953 bis 31. Juli 1953     | Leverett A. Saltonstall                                 |                                    | 3. Januar 1953 bis 3. Januar 1955    | R      |
| William Fife Knowland                              |                          | 4. August 1953 bis 3. Januar 1955    | Leverett A. Saltonstall                                 |                                    | 3. Januar 1953 bis 3. Januar 1955    | R      |
| Lyndon Baines Johnson                              |                          | 3. Januar 1955 bis 3. Januar 1961    | Earle Chester Clements                                  |                                    | 3. Januar 1955 bis 3. Januar 1957    | D      |
| Lyndon Baines Johnson                              | Michael Joseph Mansfield | 3. Januar 1955 bis 3. Januar 1961    |                                                         | 3. Januar 1957 bis 3. Januar 1961  | D                                    |        |
| Michael Joseph Mansfield                           |                          | 3. Januar 1961 bis 3. Januar 1977    | Hubert Horatio Humphrey Jr.                             |                                    | 3. Januar 1961 bis 29. Dezember 1964 | D      |
| Michael Joseph Mansfield                           | Russell Billiu Long      | 3. Januar 1961 bis 3. Januar 1977    |                                                         | 3. Januar 1965 bis 3. Januar 1969  | D                                    |        |
| Michael Joseph Mansfield                           | Edward Moore Kennedy     | 3. Januar 1961 bis 3. Januar 1977    |                                                         | 3. Januar 1969 bis 3. Januar 1971  | D                                    |        |
| Michael Joseph Mansfield                           | Robert Carlyle Byrd      | 3. Januar 1961 bis 3. Januar 1977    |                                                         | 3. Januar 1971 bis 3. Januar 1977  | D                                    |        |
| Robert Carlyle Byrd                                |                          | 3. Januar 1977 bis 3. Januar 1981    | Alan MacGregor Cranston                                 |                                    | 3. Januar 1977 bis 3. Januar 1981    | D      |
| Howard Henry Baker Jr.                             |                          | 3. Januar 1981 bis 3. Januar 1985    | Theodore Fulton Stevens Sr.                             |                                    | 3. Januar 1981 bis 3. Januar 1985    | R      |
| Robert Joseph Dole                                 |                          | 3. Januar 1985 bis 3. Januar 1987    | Alan Kooi Simpson                                       |                                    | 3. Januar 1985 bis 3. Januar 1987    | R      |
| Robert Carlyle Byrd                                |                          | 3. Januar 1987 bis 3. Januar 1989    | Alan MacGregor Cranston                                 |                                    | 3. Januar 1987 bis 3. Januar 1991    | D      |
| George John Mitchell Jr.                           |                          | 3. Januar 1989 bis 3. Januar 1995    | Alan MacGregor Cranston                                 |                                    | 3. Januar 1987 bis 3. Januar 1991    | D      |
| George John Mitchell Jr.                           |                          | 3. Januar 1989 bis 3. Januar 1995    | Alan MacGregor Cranston                                 |                                    | 3. Januar 1987 bis 3. Januar 1991    |        |
| George John Mitchell Jr.                           | Wendell Hampton Ford     | 3. Januar 1989 bis 3. Januar 1995    |                                                         | 3. Januar 1991 bis 3. Januar 1995  | D                                    |        |
| Robert Joseph Dole                                 |                          | 3. Januar 1995 bis 11. Juni 1996     | Chester Trent Lott Sr.                                  |                                    | 3. Januar 1995 bis 12. Juni 1996     | R      |
| Chester Trent Lott Sr.                             |                          | 12. Juni 1996 bis 3. Januar 2001     | Donald Lee Nickles                                      |                                    | 12. Juni 1996 bis 3. Januar 2001     | R      |
| Thomas Andrew Daschle                              |                          | 3. Januar 2001 bis 20. Januar 2001   | Harry Mason Reid                                        |                                    | 3. Januar 2001 bis 20. Januar 2001   | D      |
| Chester Trent Lott Sr.                             |                          | 20. Januar 2001 bis 6. Juni 2001     | Donald Lee Nickles                                      |                                    | 20. Januar 2001 bis 6. Juni 2001     | R      |
| Thomas Andrew Daschle                              |                          | 6. Juni 2001 bis 3. Januar 2003      | Harry Mason Reid                                        |                                    | 6. Juni 2001 bis 3. Januar 2003      | D      |
| Chester Trent Lott Sr. (inoffiziell)               |                          | 12. November 2002 bis 3. Januar 2003 | Donald Lee Nickles                                      |                                    | 12. November 2002 bis 3. Januar 2003 | R      |
| William Harrison Frist                             |                          | 3. Januar 2003 bis 3. Januar 2007    | Addison Mitchell McConnell Jr.                          |                                    | 3. Januar 2003 bis 3. Januar 2007    | R      |
| Harry Mason Reid                                   |                          | 3. Januar 2007 bis 3. Januar 2015    | Richard Joseph Durbin                                   |                                    | 3. Januar 2007 bis 3. Januar 2015    | D      |
| Addison Mitchell McConnell Jr.                     |                          | 3. Januar 2015 bis 20. Januar 2021   | John Cornyn III                                         |                                    | 3. Januar 2015 bis 3. Januar 2019    | R      |
| Addison Mitchell McConnell Jr.                     | John Randolph Thune      | 3. Januar 2015 bis 20. Januar 2021   |                                                         | 3. Januar 2019 bis 20. Januar 2021 | R                                    |        |
| Charles Ellis Schumer                              |                          | seit 20. Januar 2021                 | Richard Joseph Durbin                                   |                                    | seit 20. Januar 2021                 | D      |
| John Thune                                         |                          | ab 3. Januar 2025                    |                                                         |                                    | ab 3. Januar 2025                    | R      |

## Minderheitsführer
| Minderheitsführer                                                | Bild                     | Amtszeit                             | Assistierende Minderheitsführer     | Bild                                 | Amtszeit                               | Partei |
| ---------------------------------------------------------------- | ------------------------ | ------------------------------------ | ----------------------------------- | ------------------------------------ | -------------------------------------- | ------ |
| keiner                                                           | keiner                   | keiner                               | James Wolcott Wadsworth Jr.         |                                      | 6. Dezember 1915 bis 13. Dezember 1915 | R      |
| keiner                                                           | keiner                   | keiner                               | Charles Curtis                      |                                      | 13. Dezember 1915 bis 4. März 1919     | R      |
| keiner                                                           | keiner                   | keiner                               | Peter Goelet Gerry                  |                                      | 4. März 1919 bis 4. März 1929          |        |
| keiner                                                           |                          |                                      | Peter Goelet Gerry                  |                                      | 4. März 1919 bis 4. März 1929          |        |
| Oscar Wilder Underwood                                           |                          | 27. April 1920 bis 3. Dezember 1923  | Peter Goelet Gerry                  | D                                    | 4. März 1919 bis 4. März 1929          |        |
| Joseph Taylor Robinson                                           |                          | 3. Dezember 1923 bis 4. März 1933    | Peter Goelet Gerry                  |                                      | 4. März 1919 bis 4. März 1929          |        |
| Joseph Taylor Robinson                                           | John Morris Sheppard     | 3. Dezember 1923 bis 4. März 1933    |                                     | 4. März 1929 bis 4. März 1933        | D                                      |        |
| Charles Linza McNary                                             |                          | 4. März 1933 bis 3. März 1940        | Felix Hebert                        |                                      | 4. März 1933 bis 3. Januar 1935        | R      |
| Charles Linza McNary                                             | keiner                   | 4. März 1933 bis 3. März 1940        |                                     |                                      |                                        |        |
| Warren Robinson Austin (geschäftsführend)                        |                          | 3. März 1940 bis 3. Januar 1941      | R                                   |                                      |                                        |        |
| Charles Linza McNary                                             |                          | 3. Januar 1941 bis 25. Februar 1944  |                                     |                                      |                                        |        |
| Charles Linza McNary                                             | Kenneth Spicer Wherry    | 3. Januar 1941 bis 25. Februar 1944  |                                     | 3. Januar 1943 bis 3. Januar 1947    | R                                      |        |
| Wallace Humphrey White Jr. (bis 3. Januar 1945 geschäftsführend) | Kenneth Spicer Wherry    |                                      | 25. Februar 1944 bis 3. Januar 1947 | 3. Januar 1943 bis 3. Januar 1947    | R                                      |        |
| Alben William Barkley                                            |                          | 3. Januar 1947 bis 3. Januar 1949    | Scott Wike Lucas                    |                                      | 3. Januar 1947 bis 3. Januar 1949      | D      |
| Kenneth Spicer Wherry                                            |                          | 3. Januar 1949 bis 29. November 1951 | Leverett A. Saltonstall             |                                      | 3. Januar 1949 bis 3. Januar 1953      | R      |
| Henry Styles Bridges                                             |                          | 8. Januar 1952 bis 3. Januar 1953    | Leverett A. Saltonstall             |                                      | 3. Januar 1949 bis 3. Januar 1953      | R      |
| Lyndon Baines Johnson                                            |                          | 3. Januar 1953 bis 3. Januar 1955    | Earle Chester Clements              |                                      | 3. Januar 1953 bis 3. Januar 1955      | R      |
| William Fife Knowland                                            |                          | 3. Januar 1955 bis 3. Januar 1959    | Leverett A. Saltonstall             |                                      | 3. Januar 1955 bis 3. Januar 1957      | R      |
| William Fife Knowland                                            | Everett McKinley Dirksen | 3. Januar 1955 bis 3. Januar 1959    |                                     | 3. Januar 1957 bis 3. Januar 1959    | R                                      |        |
| Everett McKinley Dirksen                                         |                          | 3. Januar 1959 bis 7. September 1969 | Thomas Henry Kuchel                 |                                      | 3. Januar 1959 bis 3. Januar 1969      | R      |
| Everett McKinley Dirksen                                         | Hugh Doggett Scott Jr.   | 3. Januar 1959 bis 7. September 1969 |                                     | 3. Januar 1969 bis 7. September 1969 | R                                      |        |
| Hugh Doggett Scott Jr.                                           |                          | 7. September 1969 bis 3. Januar 1977 | Robert Paul Griffin                 |                                      | 7. September 1969 bis 3. Januar 1977   | R      |
| Howard Henry Baker Jr.                                           |                          | 3. Januar 1977 bis 1. November 1979  | Theodore Fulton Stevens Sr.         |                                      | 3. Januar 1977 bis 3. Januar 1981      | R      |
| Theodore Fulton Stevens Sr. (geschäftsführend)                   |                          | 1. November 1979 bis 5. März 1980    | Theodore Fulton Stevens Sr.         |                                      | 3. Januar 1977 bis 3. Januar 1981      | R      |
| Howard Henry Baker Jr.                                           |                          | 5. März 1980 bis 3. Januar 1981      | Theodore Fulton Stevens Sr.         |                                      | 3. Januar 1977 bis 3. Januar 1981      | R      |
| Robert Carlyle Byrd                                              |                          | 3. Januar 1981 bis 3. Januar 1987    | Alan MacGregor Cranston             |                                      | 3. Januar 1981 bis 3. Januar 1987      | D      |
| Robert Joseph Dole                                               |                          | 3. Januar 1987 bis 3. Januar 1995    | Alan Kooi Simpson                   |                                      | 3. Januar 1987 bis 3. Januar 1995      | R      |
| Thomas Andrew Daschle                                            |                          | 3. Januar 1995 bis 3. Januar 2001    | Wendell Hampton Ford                |                                      | 3. Januar 1995 bis 3. Januar 1999      | D      |
| Thomas Andrew Daschle                                            | Harry Mason Reid         | 3. Januar 1995 bis 3. Januar 2001    |                                     | 3. Januar 1999 bis 3. Januar 2001    | D                                      |        |
| Chester Trent Lott Sr.                                           |                          | 3. Januar 2001 bis 20. Januar 2001   | Donald Lee Nickles                  |                                      | 3. Januar 2001 bis 20. Januar 2001     | R      |
| Thomas Andrew Daschle                                            |                          | 20. Januar 2001 bis 6. Juni 2001     | Harry Mason Reid                    |                                      | 20. Januar 2001 bis 6. Juni 2001       | D      |
| Chester Trent Lott Sr.                                           |                          | 6. Juni 2001 bis 3. Januar 2003      | Donald Lee Nickles                  |                                      | 6. Juni 2001 bis 3. Januar 2003        | R      |
| Thomas Andrew Daschle (bis 3. Januar 2003 inoffiziell)           |                          | 12. November 2002 bis 3. Januar 2005 | Harry Mason Reid                    |                                      | 3. Januar 2003 bis 3. Januar 2005      | D      |
| Harry Mason Reid                                                 |                          | 3. Januar 2005 bis 3. Januar 2007    | Richard Joseph Durbin               |                                      | 3. Januar 2005 bis 3. Januar 2007      | D      |
| Addison Mitchell McConnell Jr.                                   |                          | 3. Januar 2007 bis 3. Januar 2015    | Chester Trent Lott Sr.              |                                      | 3. Januar 2007 bis 18. Dezember 2007   | R      |
| Addison Mitchell McConnell Jr.                                   | Jon Llewellyn Kyl        | 3. Januar 2007 bis 3. Januar 2015    |                                     | 19. Dezember 2007 bis 3. Januar 2013 | R                                      |        |
| Addison Mitchell McConnell Jr.                                   | John Cornyn III          | 3. Januar 2007 bis 3. Januar 2015    |                                     | 3. Januar 2013 bis 3. Januar 2015    | R                                      |        |
| Harry Mason Reid                                                 |                          | 3. Januar 2015 bis 3. Januar 2017    | Richard Joseph Durbin               |                                      | 3. Januar 2015 bis 20. Januar 2021     | D      |
| Charles Ellis Schumer                                            |                          | 3. Januar 2017 bis 20. Januar 2021   | Richard Joseph Durbin               |                                      | 3. Januar 2015 bis 20. Januar 2021     | D      |
| Addison Mitchell McConnell Jr.                                   |                          | seit 20. Januar 2021                 | John Randolph Thune                 |                                      | seit 20. Januar 2021                   | R      |
|                                                                  |                          | ab 3. Januar 2025                    |                                     |                                      | ab 3. Januar 2025                      | D      |